# نصرالله کوهی باغ‌اناری
نصرالله کوهی باغ‌اناری (زادهٔ ۱۳۳۸ در شیراز) نمایندهٔ حوزهٔ انتخابیهٔ سروستان، کربال و کوار در دورهٔ هشتم مجلس شورای اسلامی بوده‌است.